# Federico Capurro
Federico Capurro (Montevideo, 10 de julio de 1876 -25 de enero de 1979) fue una ingeniero, político, funcionario, escritor y profesor uruguayo.

## Biografía
Estudió ingeniería en la Facultad de Ingeniería de la Universidad de la República. Fungió como profesor y decano de la Facultad de Ingeniería de la Universidad de la República.
En 1903 se radicó en Durazno como responsable regional del Ministerio de Fomento y en julio de 1903 construyó el puente sumergible sobre el rio Yí en Durazno.
En 1931, como funcionario formó parte del primer Directorio de ANCAP y luego del Ministro de Obras Públicas, cargo que ocupa hasta el Golpe de Estado del Presidente Gabriel Terra. 

En 1972, fue reconocido por parte de la Academia Nacional de Ingeniería y la Asociación de Ingenieros del Uruguay.